# Каљаја (Баловац)
Каљаја је археолошки локалитет који се налази југоисточно од места Баловац, општина Подујево. Овде је откривено градиште, облика неправилног трапеза, са остацима бедема. Остаци прате конфигурацију терена. Техника градње је притесани камен и опека. Као везивни материјал коришћен је кречни малтер. Местимично је зид очуван до висине од 4 метра. На крају источног, јужног и западног зида налазиле су се куле. Источни зид је очуван у дужини од 120 метара. Очувани остаци јужног зида су дужине 15 метара. Западни зид био је лучног облика, дужине 140 метара. Северни зид имао је капију са две куле.